# Galiciuica
Galiciuica é uma comuna romena localizada no distrito de Dolj, na região de Oltênia. A comuna possui uma área de 25.97 km² e sua população era de 1691 habitantes segundo o censo de 2007.